# Dietmar Kühbauer
Dietmar Didi Kühbauer, (Heiligenkreuz im Lafnitztal, Burgenland, Austria, 4 de abril de 1971), exfutbolista internacional austriaco. 
Kühbauer fue un centrocampista con buen pase y perfil atacante que militó en diversos equipos de su país y que jugó también en la Bundesliga Alemana y en la Liga Española. Actualmente ejerce de entrenador del Rapid Wien.

## Biografía
Dietmar Kühbauer nació en 1971 en la pequeña localidad de Heiligenkreuz, en la región austriaca de Burgenland, muy cerca de la frontera con Hungría.
Su carrera como futbolista profesional comenzó en las filas del Admira Wacker con el que debutó en 1987 en la Bundesliga de Austria. Su debut se produjo con solo 16 años de edad. Kühbauer jugó durante 5 temporadas con el equipo vienés disputando 121 partidos de Liga y marcando 7 goles. Con el Admira Didi ganó la Supercopa de Austria de 1989 y se comenzó a labrar un nombre en el fútbol austriaco, que le valió llegar a debutar en mayo de 1992 con su selección.
Ese mismo año, fue fichado por el Rapid de Viena, uno de los equipos históricos del país. En el Rapid Kühbauer fue pieza fundamental de la brillante plantilla de mediados de la década de 1990, que se alzó con un título de Copa en 1995, de Liga en 1996 y que llegó a disputar la final de la Recopa de 1996 en la que el Rapid perdió por 1-0 frente al Paris Saint-Germain. Kühbauer se convirtió en un ídolo de la afición del Rapid, es recordado aun hoy en día y de hecho en 1999 fue elegido como parte del equipo del Centenario del Rapid.
El 16 de febrero de 1997 ocurrió una tragedia que marcó la vida y la carrera del futbolista austriaco. Su mujer Michaela, embarazada de tres meses, sufrió un accidente de tráfico camino del Aeropuerto de Viena donde iba a recoger a Didi que regresaba de un stage con su equipo en Dubái. A causa del accidente Michaela entró en una situación de coma irreversible. Kühbauer, anímicamente muy afectado, dejó temporalmente el fútbol e incluso barajó abandonarlo definitivamente, sumido en una depresión. Finalmente decidió abandonar Austria y comenzar de nuevo en otro país y otro fútbol. Tras ofrecerse en un anuncio por internet y sopesar ofertas de Turquía, Alemania e Italia, Kühbauer se decidió por la Liga española y fichó por la Real Sociedad en junio de 1997.
El nuevo técnico realista, el alemán Bernd Krauss, fue el gran valedor del fichaje de Kühbauer. La Real pagó 100 millones de pesetas al Rapid por el jugador y lo fichó por tres temporadas. El paso de Kühbauer por la Real fue discreto por diversos motivos. No llegó con la mejor situación anímica (su mujer murió en septiembre tras 7 meses en coma), además sufrió varias roturas reiteradas en la clavícula en sus primeros meses y otras lesiones en las temporadas siguientes que le impidieron tener continuidad. Su mejor año fue el primero, en el que llegó a disputar 20 partidos de Liga y tuvo un papel significativo en la segunda vuelta en la que fue titular en bastantes partidos y ayudó al equipo a alcanzar el tercer puesto en la Liga y clasificarse para la Copa de la UEFA. En el verano de 1998 fue convocado con su selección para la disputa del Mundial de fútbol de 1998.
En su segunda temporada jugó menos que en la primera, víctima de nuevo de las lesiones y en su tercer año, el cese de Krauss y la llegada de Javier Clemente al banquillo, que no confiaba en el austriaco le dejaron prácticamente inédito. Su discreto paso por la Real se resumió en 56 partidos oficiales y 2 goles, 48 partidos y 2 goles fueron en Liga en la Primera División española.
En 2000 Kühbauer fichó por el VfL Wolfsburg de la Bundesliga Alemana. En Alemania Kühbauer jugó 2 temporadas, en las que disputó 49 partidos de liga y marcó 8 goles. Fue un paso lleno de altibajos, ya que llegó a alcanzar la capitanía del equipo para luego llegar a perder la titularidad y acabar fuera del equipo. 
En el verano de 2002 Kühbauer fichó por el modesto SV Mattersburg, equipo de la Segunda División Austriaca de la región de Burgenland. El Mattersburg era el equipo de su infancia. Kühbauer jugó 5 temporadas con el Mattersburg, un total de 152 partidos de Liga y marcó 22 goles. El Mattersburg fue el equipo en el que Kühbauer cerró su carrera y en el que más partidos disputó. Fue un paso exitoso ya que en su primera temporada logró el ascenso a la Bundesliga austriaca. Tras varias temporadas en la mitad de la tabla logró con su equipo alcanzar en dos ocasiones consecutivas la final de la Copa de Austria (2006 y 2007), fuera tercero de Liga (2007) y se clasificara por primera vez en su historia para la Copa de la UEFA. En 2007 Didi colgó las botas con 36 años de edad y tras 20 de carrera profesional.
Desde diciembre de 2008 es entrenador del equipo B del Admira Wacker.

### Selección nacional
Ha sido internacional con la Selección de fútbol de Austria en 55 ocasiones con la que ha marcado 5 goles.
Debutó en mayo de 1992 en un amistoso contra Polonia y su último partido como internacional lo disputó en 2005.
Tomó parte en la fase final de la Copa Mundial de Fútbol de 1998. Kühbauer disputó los tres partidos de la fase previa, pero tras empatar los dos primeros ante Camerún y Chile, Austria perdió ante Italia quedando eliminada del torneo.

## Clubes

### Jugador
| Club           | País     | Año       |
| -------------- | -------- | --------- |
| Admira Wacker  | Austria  | 1987-1992 |
| Rapid Viena    | Austria  | 1992-1997 |
| Real Sociedad  | España   | 1997-2000 |
| VfL Wolfsburg  | Alemania | 2000-2002 |
| SV Mattersburg | Austria  | 2002-2007 |

### Entrenador
| Club                | País    | Año         |
| ------------------- | ------- | ----------- |
| FC Admira Wacker II | Austria | 2008 - 2010 |
| FC Admira Wacker    | Austria | 2010 - 2013 |
| Wolfsberger AC      | Austria | 2013 - 2015 |
| SKN St. Pölten      | Austria | 2018        |
| Rapid Wien          | Austria | 2018 -      |

## Títulos

### Campeonatos nacionales
| Título                | Club           | País    | Año  |
| --------------------- | -------------- | ------- | ---- |
| Copa de Austria       | Rapid de Viena | Austria | 1995 |
| Bundesliga de Austria | Rapid de Viena | Austria | 1996 |

### Personales
Kühbauer ha sido elegido en 6 ocasiones futbolista del año en Austria, siendo el futbolista que más veces ha obtenido este trofeo. Este trofeo se otorga por votación popular y es concedido por el periódico Kronen Zeitung. Ganó el trofeo en 1996, año de sus mayores éxitos en el Rapid y luego consecutivamente en 1997 y 1998, cuando ya jugaba en la Real Sociedad y estaba reciente su terrible tragedia personal. Posteriormente volvería a ganar el título en 2002,2003 y 2004 cuando regresó al fútbol austriaco en las filas del SV Mattersburg-